# Kallima butlerinus
Kallima butlerinus är en fjärilsart som beskrevs av Hans Fruhstorfer 1898. Kallima butlerinus ingår i släktet Kallima och familjen praktfjärilar. Inga underarter finns listade i Catalogue of Life.